# Ganjūreh
Ganjūreh (persiska: گنجوره) är en ort i Iran.   Den ligger i provinsen Kermanshah, i den västra delen av landet, 500 km väster om huvudstaden Teheran. Ganjūreh ligger 996 meter över havet och antalet invånare är 670.
Terrängen runt Ganjūreh är kuperad åt sydväst, men åt nordost är den bergig. Runt Ganjūreh är det ganska glesbefolkat, med 38 invånare per kvadratkilometer. Närmaste större samhälle är Gīlān-e Gharb, 18,1 km sydväst om Ganjūreh. Omgivningarna runt Ganjūreh är i huvudsak ett öppet busklandskap.